# Radio solar
| Radio solar    | Unidades     |
| -------------- | ------------ |
| 6.95700 × 108  | metros       |
| 695 700        | kilómetros   |
| 0.00465047     | UA           |
| 432 288        | millas       |
| 7.35355 × 10-8 | años luz     |
| 2.25461 × 10-8 | parsec       |
| 2.32061        | segundos luz |

Imagen de Radio solar con tres tipos de variables, de luminosidad, raddio y temperatura.Por: RJHall, 2011

El radio solar (R☉) es una unidad de longitud empleada en astronomía y astrofísica para medir comparativamente el radio de las estrellas y de otros objetos astronómicos de grandes dimensiones.
Al igual que en el caso de la masa solar, se escoge el Sol como referencia por ser la estrella más cercana a la Tierra. Por tanto, una unidad de radio solar es igual al radio del Sol, que equivale a unos 109 radios terrestres.
{\displaystyle r_{\bigodot }=6.96\times 10^{8}\ m=0.00465247\ au}
{\displaystyle 1\,R_{\odot }=6.957\times 10^{5}{\hbox{ km}}}
El radio solar es aproximadamente 695 700 kilómetros, que es aproximadamente diez veces el radio medio de Júpiter, 110 veces el radio de la Tierra, y 1/215 de una unidad astronómica, la distancia de la Tierra al Sol. Varía ligeramente de polo a ecuador debido a su rotación, lo que induce una oblación en el orden de diez partes por millón (ver un gigametro para distancias similares.)
La nave espacial SOHO no tripulada se utilizó para medir el radio del Sol al sincronizar tránsitos de Mercurio a través de la superficie durante 2004 y 2007. El resultado fue un radio medido de 696 342 ± 65 kilómetros (432 687 ± 42  millas).
Haberreiter, Schmutz y Kosovichev (2008) determinaron que el radio correspondiente a la fotosfera solar era de 695 660 ± 140 kilómetros. Este nuevo valor se ajusta a las estimaciones heliosísmicas; El mismo estudio mostró que las estimaciones anteriores utilizando métodos de punto de inflexión habían sido sobrestimadas en aproximadamente 300 km.

## Radio solar nominal
En 2015, la Unión Astronómica Internacional aprobó la Resolución B3, que definió un conjunto de constantes nominales de conversión para astronomía estelar y planetaria. La resolución B3 definió el radio solar nominal (símbolo {\displaystyle R_{\odot }^{N}}) para ser exactamente igual a 695 700 km  Los valores nominales fueron adoptados para ayudar a los astrónomos a evitar la confusión cuando citan radios estelares en unidades del radio del Sol, incluso cuando futuras observaciones probablemente refinarán el radio fotosférico real del Sol (que actualmente sólo se conoce con respecto a la precisión de +100-200 km) .